# Риксмаршал
Риксма́ршал (швед. Riksmarskalk) – глава придворного ведомства в Швеции.

## История
Должность риксмаршала впервые появляется в Швеции в 1607 г. с назначением на неё члена риксрода Ёрана Классона Шершёльда. Она причислялась к высшим государственным должностям, поэтому её всегда занимали лица не ниже члена риксрода, что было закреплено в форме правления 1634 г.
В 1680 г. глава придворного штата получил новый титул высшего маршала (överstemarskalk), однако в 1772 г. старое наименование должности было восстановлено. Риксмаршал был председателем гражданского суда, а после его разделения и вплоть до ликвидации  гражданских судов в 1844 г. председателем Высшего гражданского суда.
Риксмаршал всегда назначался королём и носил титул «превосходительства», означавший, что по рангу он занимает следующее место за статс-министром и министром иностранных дел.
Риксмаршалу подчинялись главы различных подразделений королевского двора, статгалтеры Стокгольмского замка, Дротнингхольма, Ульриксдаля, Хаги, Грипсхольма, русерсбергского и стрёмсхольмского летних замков, а также управляющие Юргорденом. Кроме того, под надзором риксмаршала находились минеральный курорт в Локе и Риддархольмская церковь. Он также состоял в правлении пенсионной кассы придворного ведомства.
Все вышеперечисленные лица и структуры должны были докладывать о подведомственных им делах риксмаршалу, а тот в свою очередь готовил о них доклад королю. Кроме того, он докладывал монарху обо всех вопросах, связанных с деятельностью двора, церемониалом, а также вносил кандидатуры для принятия в штат ведомства.
Для осуществления своих обязанностей риксмаршалу была придана канцелярия, Риксмаршальское управление (Riksmarskalksämbetet) и Придворная экспедиция.
При торжественных случаях, таких как открытие и закрытие риксдага, коронации, королевские похороны и свадьбы, риксмаршал одевался в бархатные одежды и нёс жезл, украшенный золотой короной.

## Риксмаршальская должность сейчас
В настоящее время риксмаршал отвечает за вопросы функционирования придворного штата, в его ведении находится Риддархольмская церковь. Кроме того, его компетенции подлежат вопросы, связанные с назначениями, государственным финансированием придворного ведомства и награждением шведских и иностранных граждан медалями за вклад в развитие общества. В помощь ему придана канцелярия, отдел кадров, экономический и информационный отделы.

## Список риксмаршалов

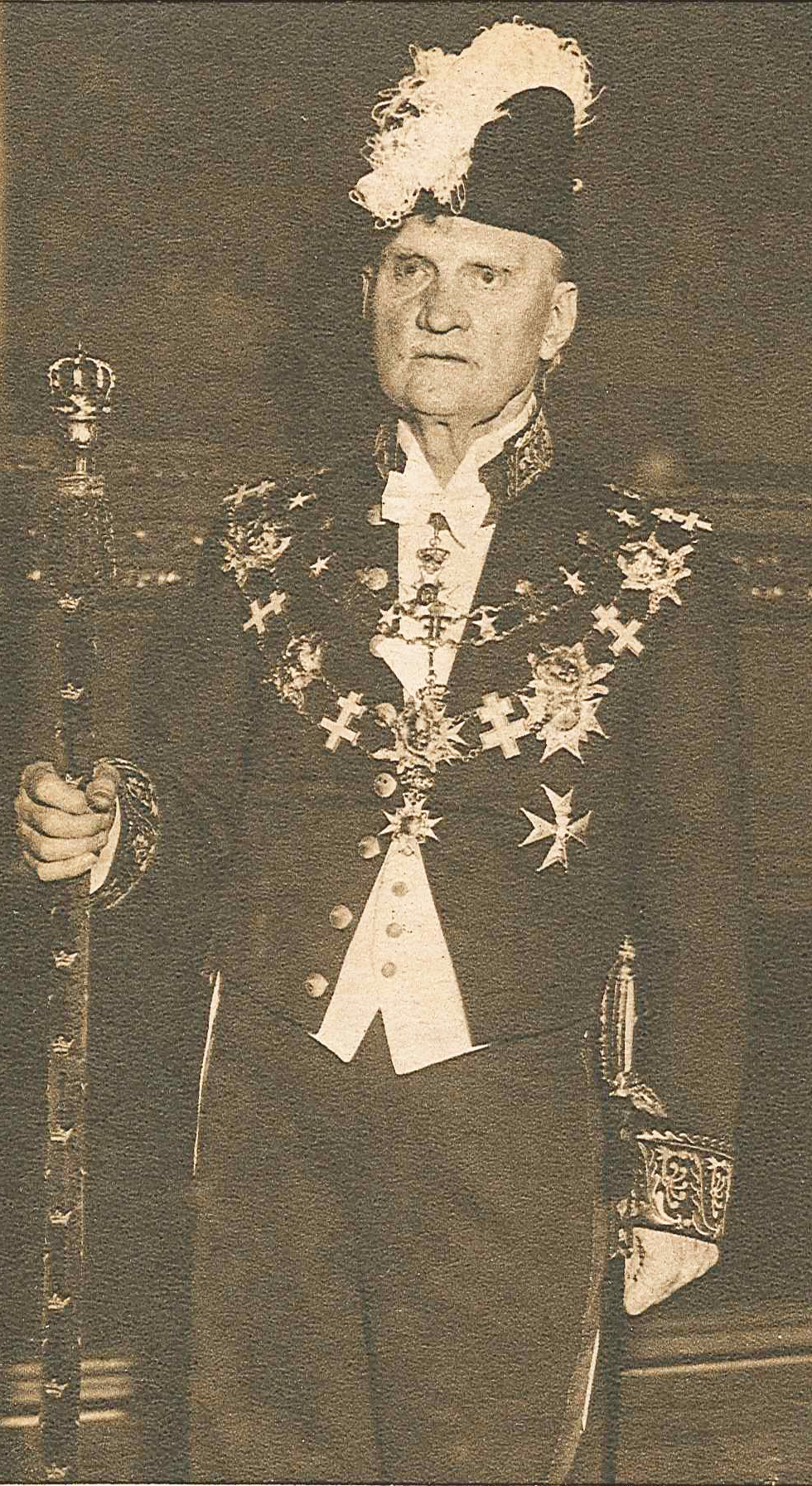
Риксмаршал Аксель Веннерстен. 1942

| №   | Риксмаршал                                     | годы жизни | годы нахождения в должности |
| --- | ---------------------------------------------- | ---------- | --------------------------- |
| 1.  | Шершёльд, Ёран Классон                         | 1552—1611  | с 1607                      |
| 2.  | Горн (Хурн), Хенрик Карлссон                   | 1578—1618  | с 1612                      |
| 3.  | Банер, Аксель Густавссон                       | 1594—1642  | с 1634                      |
| 4.  | Натт-о-Даг, Оке Аксельссон                     | 1594—1655  | 1643—1651                   |
| 5.  | Делагарди, Магнус Габриэль                     | 1622—1686  | 1651—1653                   |
| 6.  | Адольф Иоганн Пфальц-Цвейбрюкенский            | 1629—1689  | 1653—1654                   |
| 7.  | Оксеншерна, Юхан Аксельссон                    | 1611—1657  | 1654—1657                   |
| 8.  | Оксеншерна (Уксеншерна), Габриэль Габриэльссон | 1619—1673  | 1657—1673                   |
| 9.  | Стенбок, Юхан Габриэль                         | 1640—1705  | 1673—1680                   |
| 10. | Ливен, Ханс Хенрик фон                         | 1704—1781  | 1772—1781                   |
| 11. | Юлленшерна (Гилленшерна), Ёран Нильссон        | 1724—1799  | 1781—1788                   |
| 12. | Бунде, Карл                                    | 1741—1791  | 1788—1791                   |
| 13. | Оксеншерна, Юхан Габриэль                      | 1750—1818  | 1792—1801                   |
| 14. | Ферзен, Ханс Аксель фон                        | 1755—1810  | 1801—1810                   |
| 15. | Эссен, Ханс Хенрик фон                         | 1755—1824  | 1816—1824                   |
| 16. | Флеминг, Клас Адольф                           | 1771—1831  | 1824—1831                   |
| 17. | Браге, Магнус                                  | 1790—1844  | 1834—1844                   |
| 18. | Поссе, Арвид Мауриц                            | 1792—1850  | 1845—1849                   |
| 19. | Левенгаупт, Мауриц Аксель                      | 1791—1868  | 1849—1860                   |
| 20. | Юлленстольпе, Нильс                            | 1799—1864  | 1860—1864                   |
| 21. | Спарре, Густав Адольф                          | 1802—1886  | 1864—1886                   |
| 22. | Бильдт, Дидрик Андерс Гиллис                   | 1820—1894  | 1886—1894                   |
| 23. | Эссен, Фредрик фон                             | 1831—1921  | 1894—1911                   |
| 24. | Дуглас, Людвиг Вильхельм Август                | 1849—1916  | 1911—1916                   |
| 25. | Принцшёльд, Отто Хакк Роланд                   | 1846—1930  | 1916—1930                   |
| 26. | Тролле, Эрик Биргер                            | 1863—1934  | 1930—1934                   |
| 27. | Сюдов, Оскар Фредрик фон                       | 1873—1936  | 1934—1936                   |
| 28. | Веннерстен, Аксель                             | 1863—1948  | 1936—1946                   |
| 29. | Экеберг, Биргер                                | 1880—1968  | 1946—1959                   |
| 30. | Штейерн, Нильс Вульт фон                       | 1887—1966  | 1959—1966                   |
| 31. | Эриксон, Стиг Ханссон                          | 1897—1985  | 1966—1976                   |
| 32. | Лагергрен, Гуннар                              | 1912—2008  | 1976—1983                   |
| 33. | Рудхольм, Стен                                 | 1918—2008  | 1983—1986                   |
| 34. | Шёльд, Пер                                     | 1922—2008  | 1986—1996                   |
| 35. | Брудин, Гуннар                                 | 1931—2009  | 1996—2003                   |
| 36. | Элиассон, Ингемар                              | род. 1939  | 2003-2009                   |
| 37. | Линдквист, Сванте                              | род. 1948  | 2010-2018                   |
| 38. | Верселль, Фредрик                              | род. 1951  | С 2018                      |